# Pelînivka, Cernivți
Pelînivka (în ucraineană Пелинівка) este un sat în comuna Volodiivți din raionul Cernivți, regiunea Vinnița, Ucraina.

## Demografie
Componența lingvistică a localității Pelînivka
     Ucraineană (100%)
Conform recensământului din 2001, toată populația localității Pelînivka era vorbitoare de ucraineană (100%).